# Mariela Natali
Mariela Flavia Natalí era una mujer argentina de 44 años que desapareció en la mañana del martes 4 de febrero de 2020 en la ciudad de Capilla del Monte, en la provincia de Córdoba, Argentina. La desaparición se produjo mientras se disponía a dar un paseo por un sector de descanso a orillas del río de la ciudad.
Durante 14 días diversos grupos de rescate realizaron una búsqueda sin obtener resultados hasta que el día 18 de febrero fue hallado el cuerpo en aguas de un río ubicado en una zona remota con aparentes signos de ahogamiento.
El caso destacó por su gran cobertura mediática en todo Argentina durante la búsqueda y rescate del cuerpo, como también por ser el operativo de búsqueda de mayor envergadura en la historia de la provincia de Córdoba.

## Biografía
Mariela Natalí creció en la ciudad de San Lorenzo, en la provincia de Santa Fe, donde trabajaba como vendedora de diversos productos. La mujer mantenía contacto seguido con su madre y amistades, mientras que el padre residía en Italia. Durante el verano austral se dirige a la turística localidad de Capilla del Monte, en el área metropolitana de Córdoba, con el fin de cuidar la vivienda de sus tíos.
En el lugar, Natalí poseía numerosas amistades y una gran atracción por realizar caminatas en las calles y tranquilos paseos por el lugar que ya conoce gracias a la gran cantidad de veces que la había visitado.

## Desaparición
Luego de hacer algunos mandados con una amiga, Natalí decide hacer un paseo en solitario en el mediodía del martes 4 de febrero de 2020. Dando aviso a su amiga y a familiares a través del móvil, se interna en el Balneario La Toma, un paseo muy famoso de la ciudad entre quienes buscan relax, ascender al Cerro Uritorco o zambullirse en las aguas del Río Calabalumba, el principal de la región.
Alrededor de las 13:17 hora local, su rastro queda inmortalizado en una cámara del lugar. Con el pasar de las horas, la falta de noticias comenzó a preocupar a familiares y amigos y poco después el caso comenzó a atraer el interés de la prensa.
Con la certeza de no figurar en el registro de montañeros que ascendieron al cerro Uritorco y la información de testigos que divisaron a la mujer zambulléndose en el río, comenzó una búsqueda orientada hacia el cauce superior del mismo y montañas cercanas.
Durante 15 días se realizó una búsqueda exhaustiva por parte de grupos de bomberos, policías, unidades de rescate y personas voluntarias. El operativo de búsqueda abarcó 4.500 hectáreas y contó con la participación de 600 personas junto a unos 40 perros, 15 móviles, 70 drones, incluido uno con cámara térmica, y numerosos vuelos en helicóptero.
Con el paso de los días, la búsqueda no arrojaba ningún resultado sobre Mariela Natalí y tanto personas como medios de comunicación de todo el país comenzaban a seguir el caso día a día y demandar respuestas. Otros factores como tormentas severas, vegetación densa, animales venenosos y geografía accidentada del lugar perjudicaban las labores de búsqueda y disminuían las esperanzas de supervivencia.
Finalmente, el 18 de febrero, el grupo de búsqueda número 2 encuentra un cuerpo sin aparentes signos de violencia, pero ubicado recostado boca abajo sobre las aguas del Río Negro Quemado, un afluente del Río Calabalumba y a 5 kilómetros aguas arriba del lugar donde la mujer fue vista por última vez.
Si bien por dicha zona circula un sendero frecuentado por montañeros experimentados que asciende al Dique Los Alazanes, el afluente donde fue encontrado el cuerpo está fuera de dicho circuito y desviado hacia una zona remota de difícil acceso.
La atención mediática posteriormente se centró en el rescate del cuerpo. El relieve de montañas abruptas y vegetación abundante no permite rescates en helicóptero, razón por la cual un grupo de forenses comenzaron sus peritajes en el lugar recién a primeras horas del día siguiente. Para sacar el cuerpo de la remota zona se contó con la ayuda de mulas, caballos y gran cantidad de personas.

## Investigación y Repercusiones
La primera interrogante consistía en conocer si dicho cuerpo pertenecía a Mariela Natalí, siendo confirmado a las pocas horas. La razón de la muerte fue establecida como asfixia por inmersión.
Aún hoy, personas del lugar y de todo el país se preguntan por lo sucedido durante los 14 días de extravío, el recorrido que pudo haber realizado la mujer, ya que días antes algunos rescatistas buscaron en el área sin dar con ella, como también conocer la fecha de su muerte y la razón por la que acabó dentro del río.
El caso atrajo la atención de todos los medios de Argentina durante la búsqueda y también luego del trágico desenlace. La gran cantidad de personas, perros y elementos utilizados en la búsqueda convierten a este operativo en el más grande en la historia del Valle de Punilla y la provincia de Córdoba.
La desaparición de Mariela Natalí probablemente también tuvo efectos en la forma en que se gestiona y controla a los montañeros que se aventuran en áreas remotas de las montañas en dicha región de Argentina.